# Нове Липове
Нове Липове (раніше також Липове) — колишнє село Кіровоградської області, затоплене водами Кременчуцького водосховища.

## З історії
Лаврентій Похилевич у «Сказаннях про населені місцевості Київської губернії» пише, що село лежало за три версти на північ від міста Крилів, біля струмка Калабарка чи Довжок. Село називається також Новолиповим, на відміну від Старого Липового, розташованого біля Дніпра за три версти на схід. Мешканців обох Липових налічувалося 1785 в сер. XIX століття; в 1808 їх було 661 у 44 дворах. Раніше Липове лежало ще східніше, на місці Гусиної коси, але в 1740 році Дніпро відірвав до 700 десятин землі, зруйнував дві церкви й  примусив мешканців заснувати Новолипове за дві версти від берега. Пункт біля Гусиної коси на сер. XIX століття був найнижчим у Київській губернії (31 сажень над рівнем моря).
У селі була церква Усікновення голови Івана Хрестителя, дерев'яна, 5-го класу, з 38 десятинами землі, побудована в 1796 році. Раніше існувала інша церква, у церковних актах з 1726 року згадувалися священники Покровської Литовської церкви, також за переказами дві церкви в старому Липовому підмиті Дніпром, одна з яких перевезена з Калантаєва до 1724, друга побудована 1759 року.
У радянські роки до Новолипівської сільської ради також входили село Старе Липове та хутір Змитниця.
Наприкінці 1950-х років село затоплено водами Кременчуцького водосховища.